# La Peineta
La Peineta är en ort i Mexiko.   Den ligger i kommunen Tlalixcoyan och delstaten Veracruz, i den sydöstra delen av landet, 300 km öster om huvudstaden Mexico City. La Peineta ligger 29 meter över havet och antalet invånare är 103.
Terrängen runt La Peineta är platt, och sluttar österut. Runt La Peineta är det ganska tätbefolkat, med 60 invånare per kvadratkilometer. Närmaste större samhälle är Tlalixcoyan, 18,4 km nordost om La Peineta. Trakten runt La Peineta består till största delen av jordbruksmark.